# モンテ・ヴィーゾ
モンヴィーゾ（イタリア語: Monviso、フランス語: Mont Viso）はイタリアの北西部、フランスとの境界付近にあるコティアン・アルプス山脈の最高峰の山。ピラミッドのような形をしていることで有名である。
モンヴィーゾの北斜面にピアン・デル・レの泉から発源するポー川本流の源流があり、西斜面に支流ヴァライタ川がつくられる。1861年、イギリスの登山隊に初登頂された。
山周辺の氷河地形のカールにはヨーロッパハイマツの森林が発達しており、UNESCOの生物圏保護区に指定されている。カザルグラッソやトリノ県へ流れるポー川などの川とその周辺にはプリムラ・ヒルスタ、Veronica allionii、ユンクス・トリグルミスなどの植物が生え、ランザアルプスサラマンダー、ヨーロッパナメラ、アポロウスバシロチョウ、ジャージータイガーガ、クロライチョウ、オコジョなどが生息している。